# Антонов Дмитро Ігорович
Дмитро́ І́горович Анто́нов (нар. 28 серпня 1996) — український футболіст, захисник.

## Ігрова кар'єра
Вихованець академії харківського «Металіста». Після завершення навчання був зарахований в юнацьку команду харків'ян. У сезоні 2013/14 зіграв в її складі 15 матчів і забив 1 гол у ворота 19-річних гравців «Шахтаря». У наступному сезоні грав за молодіжну команду.
У Прем'єр-лізі дебютував 1 березня 2015 року в гостьовому матчі проти київського «Динамо». У цій грі крім Антонова футболки першої команди харків'ян вперше одягли також Богдан Бойчук, Олексій Ковтун, Максим Авер'янов, Єгор Чегурко, Сергій Сизий і Володимир Барілко. Такий «груповий дебют» гравців харківської молодіжки став можливий завдяки бойкоту лідерами «Металіста» старту весняної частини чемпіонату України через невиконання клубом контрактних зобов'язань перед ними.
Після цього матчу в допінг-пробі Дмитра було виявлено заборонену речовину — метандієнон. Відповідно до вимог Кодексу ВАДА і Антидопінговим правилами ФІФА футболіст був відсторонений від гри на 4 роки.